# Kraussia
Kraussia é um género botânico pertencente à família Rubiaceae.
1. ↑  «Kraussia — World Flora Online». www.worldfloraonline.org. Consultado em 19 de agosto de 2020